# An Yulong
An Yulong (chiń. 安玉龙; ur. 23 lipca 1978 w Jilinie) – chiński łyżwiarz szybki specjalizujący się w short tracku, trzykrotny medalista olimpijski, multimedalista mistrzostw świata.
Dwukrotnie uczestniczył w zimowych igrzyskach olimpijskich. Podczas igrzysk w Nagano w 1998 roku wystąpił w trzech konkurencjach – zdobył srebrny medal olimpijski w biegu na 500 m, brązowy w biegu sztafetowym (wraz z nim w sztafecie wystąpili Li Jiajun, Feng Kai i Yuan Ye) i zajął 14. miejsce w biegu na 1000 m. Cztery lata później na igrzyskach w Salt Lake City wystąpił tylko w biegu sztafetowym, w którym ponownie zdobył brązowy medal olimpijski (wraz z nim w sztafecie zaprezentowali się Feng Kai, Guo Wei, Li Jiajun i Li Ye).
Czterokrotnie zdobył medale mistrzostw świata (dwa złote i dwa brązowe), dwukrotnie drużynowych mistrzostw świata (jeden złoty i jeden srebrny), zdobył też złoty medal zimowych igrzysk azjatyckich i brązowy zimowej uniwersjady.